# Ėlista
Ėlista (in russo Элиста́?; calmucco: Элст, Ėlst oppure Элэсүтү, Ėlėsütü in alfabeto cirillico, ᡄᠯᡄᠰᡉᡐᡉ, Elesütü in alfabeto oirat) è una città della Russia sud-occidentale. Situata nella pianura adiacente al mar Caspio, è la capitale della Calmucchia.

## Storia
Fondata nel 1865, nel 1920 diventa il centro amministrativo dell'allora oblast' autonoma di Calmucchia; un certo periodo di crescita comincia negli anni trenta con la collettivizzazione forzata dei calmucchi. Dopo la seconda guerra mondiale Stalin costrinse all'esilio in Siberia gran parte dei calmucchi residenti nella da poco istituita Repubblica Autonoma Sovietica dei Calmucchi, e cercò di ripopolarla con russi. Risale dunque a questo periodo un'altra ondata di sviluppo della città, che venne ribattezzata Stepnoj (Степно́й), nome che mantenne fino al 1957 quando i sopravvissuti furono autorizzati al rientro. Essendo i calmucchi di religione buddista tibetana, la città ha un aspetto abbastanza insolito per questa regione, dominata dalla cultura cristiana ortodossa e musulmana.

## Società

### Evoluzione demografica
Fonte: mojgorod.ru
- 1939: 17 100
- 1959: 23 200
- 1970: 49 900
- 1979: 70 300
- 1989: 89 700
- 2002: 104 254
- 2007: 102 700

## La capitale degli scacchi
Dal 1993 al 2010 la Repubblica dei Calmucchi è stata governata da Kirsan Iljumžinov, uno dei maggiori appassionati di scacchi della Russia, nonché presidente della Federazione internazionale degli scacchi (FIDE) dal 1995. Nel 1998 Elista è stata la capitale delle Olimpiadi degli scacchi. Per l'occasione è stato realizzato un intero complesso "a tema", il City Chess. Tra le principali attrattive, oltre al Palazzo degli Scacchi, sede degli incontri per le Olimpiadi, c’è un museo che ospita la collezione privata del celebre scacchista sovietico Michail Tal', acquistata da Iljumžinov dopo la scomparsa del maestro.

## Clima
| Ėlista (1991-2020) Fonte: | Mesi         | Mesi         | Mesi         | Mesi         | Mesi        | Mesi        | Mesi        | Mesi        | Mesi        | Mesi         | Mesi         | Mesi         | Stagioni | Stagioni | Stagioni | Stagioni | Anno  |
| Ėlista (1991-2020) Fonte: | Gen          | Feb          | Mar          | Apr          | Mag         | Giu         | Lug         | Ago         | Set         | Ott          | Nov          | Dic          | Inv      | Pri      | Est      | Aut      | Anno  |
| ------------------------- | ------------ | ------------ | ------------ | ------------ | ----------- | ----------- | ----------- | ----------- | ----------- | ------------ | ------------ | ------------ | -------- | -------- | -------- | -------- | ----- |
| T. max. media (°C)        | −1,1         | 0,2          | 7,3          | 16,1         | 23,2        | 29,1        | 32,2        | 31,4        | 24,1        | 15,5         | 5,8          | 0,6          | −0,1     | 15,5     | 30,9     | 15,1     | 15,4  |
| T. media (°C)             | −3,9         | −3,3         | 2,4          | 10,2         | 17,0        | 22,5        | 25,4        | 24,5        | 17,6        | 10,3         | 2,3          | −2,3         | −3,2     | 9,9      | 24,1     | 10,1     | 10,2  |
| T. min. media (°C)        | −6,3         | −6,1         | −1,2         | 5,3          | 11,5        | 16,5        | 19,1        | 18,1        | 12,1        | 6,2          | −0,4         | −4,6         | −5,7     | 5,2      | 17,9     | 6,0      | 5,9   |
| T. max. assoluta (°C)     | 14,5 (2007)  | 17,6 (1990)  | 22,6 (2001)  | 32,1 (1970)  | 37,2 (2007) | 39,8 (2012) | 43,3 (2011) | 42,9 (1940) | 38,7 (2010) | 32,7 (1999)  | 23,5 (1932)  | 18,1 (1961)  | 18,1     | 37,2     | 43,3     | 38,7     | 43,3  |
| T. min. assoluta (°C)     | −34,0 (1935) | −32,0 (1929) | −27,2 (1932) | −11,2 (1931) | −1,3 (1940) | 3,3 (1967)  | 7,8 (1973)  | 4,6 (1932)  | −3,2 (1973) | −14,7 (1976) | −27,7 (1931) | −30,2 (1929) | −34,0    | −27,2    | 3,3      | −27,7    | −34,0 |
| Precipitazioni (mm)       | 25           | 22           | 32           | 31           | 48          | 41          | 37          | 24          | 34          | 35           | 30           | 31           | 78       | 111      | 102      | 99       | 390   |